# Mommenheim (Baix Rin)
 Mommenheim (en alsacià Mummle) és un municipi francès, situat a la regió del Gran Est, al departament del Baix Rin. L'any 1999 tenia 1.751 habitants.
Forma part del cantó de Brumath, del districte de Haguenau-Wissembourg i de la Comunitat d'aglomeració de Haguenau.

## Demografia
| 1962  | 1968  | 1975  | 1982  | 1990  | 1999  |
| ----- | ----- | ----- | ----- | ----- | ----- |
| 1.315 | 1.410 | 1.602 | 1.621 | 1.702 | 1.751 |

## Administració
| Període   | Identitat        | Partit |
| --------- | ---------------- | ------ |
| 2001-2008 | Hubert Steinmetz |        |
| 2008-     | Francis Wolf     |        |

## Personatges il·lustres
- Zadoc Kahn, gran rabí de França 1889-1905
- Léonard Specht, futbolista